# Microsoft Word Viewer
Microsoft Word Viewer — программное обеспечение, входящее в состав Microsoft Office 2003 для просмотра Документов Microsoft Office Word (только версия 2003)

## Описание
Программа создана только для просмотра Документов Word более ранних версий. Также можно просматривать Письма Microsoft Outlook

## Поддержка
Поддержка этой программы очень давно закончилась в пользу PowerPoint Viewer, программы для просмотра презентаций PowerPoint